# Jesse Livermore
Jesse Livermore   (Nova York, 26 de juliol de 1877 - Nova York, 28 de novembre de 1940) Jesse Lauriston Livermore va ser un comerciant de valors americà.
És considerat un pioner del comerç diari i va ser la base del personatge principal de  Reminiscències d'un operador de valors , un llibre més venut d'Edwin Lefèvre. Al seu temps, va ser una de les persones més riques del món; no obstant això, en el moment del suïcidi, tenia passius superiors als seus actius.
En un moment en què poques vegades es publicaven estats financers precisos, obtenir cotitzacions de valors actuals requeria una gran operació i la manipulació del mercat era desenfrenada, Livermore va utilitzar el que ara es coneix com anàlisi tècnica com a base per als seus negocis. Els seus principis, inclosos els efectes de l'emoció en el comerç, continuen sent estudiats.
Alguns dels oficis de Livermore, com ara adoptar posicions curtes abans del terratrèmol de San Francisco de 1906 i just abans del xoc de Wall Street de 1929, són llegendaris dins dels cercles inversors. Alguns observadors han considerat Livermore com el comerciant més gran que hagi viscut mai, però d'altres han considerat el seu llegat com un relat de precaució sobre els riscos de palanquejament per buscar grans guanys en lloc d'una estratègia centrada en els més petits retorns consistents.

## Biografia
Livermore va néixer a Shrewsbury, Massachusetts, en el si d'una família pobra i es va mudar a Acton, Massachusetts, de petit. Livermore va aprendre a llegir i escriure a tres anys i mig. Als 14 anys, el seu pare el va treure de l'escola per ajudar a la granja; no obstant això, amb la benedicció de la seva mare, Livermore va fugir de casa. Després va començar la seva carrera publicant cotitzacions a l'edat de Paine Webber corredor de borsa a Boston, guanyant 5 dòlars setmanals.
Carrera
El 1892, a l'edat de 15 anys, va apostar 5 dòlars per Chicago, Burlington i Quincy Railroad a una bucket shop, un tipus d'establiment que feia apostes apalancades sobre els preus de les accions però no va comprar ni va vendre l'acció. Va guanyar 3,12 dòlars amb l'aposta de 5 dòlars.
Livermore aviat va guanyar més cotitzacions a les bucket shops que a Paine Webber. Als 16 anys, va deixar la feina i va començar a negociar a temps complet.  Va portar a casa la seva mare amb 1.000 dòlars, que va desaprovar el seu "joc"; va contestar que no jugava, sinó "especulant".
Finalment, va ser exclòs de les seves botigues de galledes locals a causa de la seva constant victòria i apostaria a les botigues amb disfresses. Després va anar a Wall Street amb els seus estalvis de 10.000 dòlars.
Mentre comerciava a Wall Street, va entrar en perill perquè la cinta de marcatge no es va actualitzar prou ràpidament com per prendre les decisions comercials actuals. Després es va traslladar a St. Louis, on va fer apostes a botigues de galledes.
La seva primera gran victòria va ser el 1901 a l'edat de 24 anys quan va comprar accions a Northern Pacific Railway. Va convertir 10.000 dòlars en 500.000 dòlars.
El 1906 va fer vacances a PalmBeach, Florida, al club de Edward R. Bradley. Mentre estava de vacances, a la direcció de Thomas W. Lawson, va prendre una posició curta massiva a Union Pacific Railroad el dia abans del [[terratrèmol de San Francisco de 1906], donant lloc a un benefici de 250.000 dòlars. Un temps després, Livermore va continuar molt estoc; no obstant això, el seu amic i propietari de la casa de corretatge on va fer la major part del seu comerç, Edward Francis Hutton, va convèncer erròniament Livermore de tancar la seva posició i va acabar perdent 40.000 dòlars.
Al Pànic de 1907, les enormes posicions curtes de Livermore li van fer guanyar 1 milió de dòlars en un sol dia. No obstant això, el seu mentor, J. P. Morgan, que havia rescatat tota la Borsa de Nova York durant l'accident, li va demanar que s'abstingués de més vendes a curt termini. Livermore va estar d'acord i, en canvi, es va beneficiar del rebot, augmentant el seu patrimoni net fins als 3 milions de dòlars.
Va comprar un iot de 200.000 dòlars, un vagó de ferrocarril i un apartament a Upper West Side. Es va unir a clubs exclusius i tenia amants.
El 1908, va escoltar a Teddy Price, que li va dir que comprava cotó, mentre que Price venia en secret. Va fer fallida però va poder recuperar totes les seves pèrdues.
El 1915, va tornar a presentar fallida.
Després del final de la Primera Guerra Mundial, Livermore va arraconar el cotó en secret. Només va ser una intercepció del president Woodrow Wilson, impulsada per una trucada del secretari d'Agricultura dels Estats Units, que el va demanar a la Casa Blanca una discussió que li detingués el pas. Va acceptar vendre el cotó al equilibri, evitant així una problemàtica pujada del preu del cotó. Quan se li va preguntar per què havia arraconat el mercat del cotó, Livermore va respondre: "Per veure si podia, senyor president".
El 1924–1925 es va dedicar a la manipulació del mercat, guanyant 10 milions de dòlars comercialitzant blat i blat de moro en una batalla amb Arthur W. Cutten i enginyant un short squeeze al material de Piggly Wiggly.
A principis de 1929, va acumular enormes posicions curtes, utilitzant més de 100 corredors de borsa per amagar el que feia. A la primavera, havia caigut més de 6 milions de dòlars en paper. No obstant això, en el Wall Street Crash de 1929, va guanyar aproximadament 100 milions de dòlars.  Després d'una sèrie d'articles de diaris que el declaraven el "Gran Ós de Wall Street", se'l va culpar de l'accident pel públic i va rebre amenaça de mort, el que el va portar a contractar un guardaespatlles armat.
El seu segon divorci el 1932, l'afusellament no mortal del seu fill per part de la seva dona el 1935 i una demanda de la seva amant russa van provocar una disminució de la seva salut mental, mentre es va crear la U.S. Securities and Exchange Commission el 1934 va imposar noves regles que afectaven la seva negociació. Tot i que es desconeix exactament com va passar, finalment va perdre la seva fortuna i va declarar en fallida per tercera vegada el 1934, enumerant actius de 84.000 dòlars i deutes de 2,5 milions de dòlars. Va ser suspès com a membre de la Chicago Board of Trade el 7 de març de 1934.
El 1937, va pagar la seva factura fiscal de 800.000 dòlars.
El 1939 va obrir un negoci d'assessorament financer, venent un sistema anàlisi tècnica.

## Vida personal
Un dels llibres preferits de Livermore era  Deliris populars extraordinaris i la bogeria de les multituds , de Charles Mackay, publicat per primera vegada el 1841. També era un llibre preferit de [Bernard Baruch]], comerciant de valors i íntim amic de Livermore.
Li agradava pescar i, el 1937, va pescar un peix espasa de 436 lliures.

### Matrimoni
Livermore es va casar 3 vegades i va tenir 2 fills. Es va casar amb la seva primera esposa, Netit (Nettie) Jordan, de Indianapolis, a l'edat de 23 a l'octubre de 1900. Només s'havien conegut unes setmanes abans de casar-se.  Less que un any després, es va trencar després d'haver-hi treballat malament; per a una nova estaca, li va demanar que empenyorés la important col·lecció de joies que li havia comprat, però ella es va negar, danyant permanentment la seva relació. Es van separar poc després i finalment es van divorciar a l'octubre de 1917.
El 2 de desembre de 1918, als 40 anys, Livermore es va casar amb Dorothea (Dorothy) Fox Wendt, una jove de Ziegfeld Follies, de 22 a 23 anys, a Ziegfeld Follies. Livermore va tenir relacions amb diversos ballarins. La parella va tenir dos fills: Jesse Livermore II, nascut el 1919 i Paul, nascut el 1922. Després va comprar una casa cara. a Great Neck i va deixar que la seva dona gastés tot el que volgués en el mobiliari. El 1927, ell i la seva dona van ser robats a punta de pistola a casa seva. La relació es va tensar pels hàbits de consum de Dorothy, els assumptes de Livermore amb altres noies de Ziegfeld i la seva despesa fastuosa. amb el seu nou amant, James Walter Longcope. El 16 de setembre de 1932 es va concedir el divorci i es va casar immediatament amb el seu xicot. Va conservar la custòdia dels seus dos fills i va rebre un acord de 10 milions de dòlars. Dorothy va vendre la casa de Great Neck, en la qual Livermore va gastar 3,5 milions de dòlars, per 222.000 dòlars. La casa va ser enderrocada, deprimint Livermore.
El 28 de març de 1933, Livermore, de 56 anys, es va casar amb la cantant i socialista Harriet Metz Noble de 38 anys a Ginebra, Illinois. Es van conèixer el 1931 a Viena, on actuava Metz Noble i Livermore estava de vacances. Metz Noble era d'una família destacada Omaha que havia fet fortuna a les cerveseries. Livermore era el cinquè marit de Metz Noble; almenys 2 dels marits anteriors de Metz s'havien suïcidat, inclòs Warren Noble, que es va penjar després del Wall Street Crash de 1929.

## Suïcidi
El 28 de novembre de 1940, poc després de les cinc i mitja de la tarda, Livermore es va disparar fatalment amb una pistola automàtica Colt al vestidor de l'hotel de Sherry-Netherland a Manhattan, on normalment tenia còctels. La policia va trobar una nota suïcida de vuit petites pàgines manuscrites al quadern personal de Livermore, lligat a pell.  La nota s'adreçava a l'esposa de Livermore, Harriet (a qui Livermore va sobrenomenar “Nina”), i deia: “La meva estimada Nina: no puc evitar-ho. Les coses han estat malament amb mi Estic fart de lluitar. No puc continuar més. Aquesta és l'única sortida. Sóc indigne del teu amor. Sóc un fracàs. Ho sento, però aquesta és l'única sortida per a mi. Amor. Laurie ".
El seu fill, Jesse Livermore Jr., es va suïcidar el 1975. El seu net també es va suïcidar.

## Publicacions
A finals de 1939, el fill de Livermore, Jesse Jr., va suggerir al seu pare que escrivís un llibre sobre comerç. El llibre, "Com operar en accions", va ser publicat per Duell, Sloan i Pearce el març de 1940. El llibre no es va vendre bé ja que la Segona Guerra Mundial estava en marxa i l'interès general en el mercat de valors era baix. Els seus mètodes d'inversió van ser controvertits en aquell moment i el llibre va rebre crítiques diverses en publicar-se.